# Venera 1
La Venera 1 (Венера 1) fou una sonda espacial no tripulada de la Unió Soviètica destinada a l'exploració del planeta Venus mitjançant un sobrevol o flyby. Fou el primer vehicle espacial interplanetari construït per l'home i es llançà el 12 de febrer de 1961. Realitzà un sobrevol llunyà de Venus i entrà en òrbita heliocèntrica però es perdé la comunicació durant la ruta cap a Venus, possiblement a causa d'un escalfament excessiu provocat pel Sol, de manera que no pogué retornar dades sobre el planeta.

## Missió
El 12 de febrer de 1961, a les 00:34:36 UT, es llençà la Venera 1 amb un llançador Mólnia. En primer lloc es col·locà en una òrbita d'estacionament; a continuació, des d'aquesta òrbita terrestre baixa de 229 × 282 km, la sonda es llençà cap a Venus, en el que constitueix el primer exemple de maniobra de llançament des d'una òrbita terrestre. El coet utilitzat en aquesta darrera maniobra, anomenat 11D33, fou el primer coet de cicle de combustió multietapa i el primer coet d'acceleració (que permet la ignició dels coets de combustible líquid en condicions d'ingravidesa, problemàtic a causa de l'espai mort que roman en els tancs de combustible).
Posteriorment es van realitzar tres connexions de telemesura amb èxit, recollint dades sobre el vent solar i els raigs còsmics a prop de la Terra, en travessar la magnetopausa terrestre i a una distància d'1.900.000 km (el 19 de febrer). Després que la Luna 2 descobrís el vent solar, la Venera 1 demostrà per primera vegada que aquest plasma estava present de forma uniforme en l'espai interplanetari. Set dies després, la quarta connexió de telemesura prevista no es pogué realitzar. El 19 de maig de 1961 la Venera 1 passà a menys de 100.000 km de Venus i entrà en òrbita heliocèntrica. Amb l'ajuda del radiotelescopi de Jodrell Bank (Regne Unit) es detectaren encara alguns senyals febles durant el mes de juny. La hipòtesi més probable de la fallada és un sobreescalfament del sensor de direcció solar.
La Venera 1 representà un important pas endavant en el disseny de vehicles espacials, pionera en l'ús de diversos mecanismes i maniobres astronàutiques; es pot dir que fou la primera sonda moderna, després de les sondes enviades per soviètics i estatunidencs cap a la Lluna, de concepció més antiga. A més de ser estrictament la primera sonda interplanetària, fou la primera a demostrar la factibilitat d'un llançament des d'una òrbita terrestre baixa; també fou la primera sonda capaç de realitzar correccions durant el viatge, amb una estabilització de tres eixos i prenent com a referència el Sol i Canopus. Si hagués arribat a Venus correctament, hagués entrat en un altre mode d'estabilització per tres eixos, prenent com a referència el Sol i la Terra, utilitzant per primera vegada una antena parabòlica per retransmetre dades.

## Disseny de la sonda
La Venera 1 era una sonda de 643,5 kg consistent en un cos cilíndric amb un diàmetre d'1,05 m i una altura de 2,03 m, incloent una cúpula superior. L'interior estava pressuritzat a 1,2 atmosferes i disposava de ventiladors interns per mantenir una distribució de temperatura uniforme. Des del cilindre s'obrien dos panells solars per alimentar un conjunt de bateries de plata-zinc. Una antena parabòlica de 2 m havia de transmetre les dades de Venus cap a la Terra, a 922,8 MHz, mentre que una altra antena de baix guany de 2,4 m s'utilitzà per als senyals durant la fase propera a la Terra. Per al contacte de rutina amb la Terra s'utilitzaren antenes quadripolars muntades sobre els panells solars.
La sonda estava equipada amb instruments científics, com un magnetòmetre, dues trampes d'ions per mesurar el vent solar, detectors de meteorits, radiòmetres, comptadors Geiger i un centellejador de iodur de sodi per mesurar la radiació còsmica. En un dels panells solars també es muntà un petit experiment per detectar la temperatura de diversos tipus de recobriment.